# Zodariellum asiaticum
Zodariellum asiaticum är en spindelart som först beskrevs av Viktor Tysjtjenko 1970.  Zodariellum asiaticum ingår i släktet Zodariellum och familjen Zodariidae. Inga underarter finns listade i Catalogue of Life.